# Мермер
Мермер или мрамор је метаморфна стена настала поновном кристализацијом кречњака и доломита. Мермер обично није фолинтна, иако постоје изузеци. У геологији, термин мермер се односи на метаморфизовани кречњак, али његова употреба у клесарству шире обухвата неметаморфизовани кречњак. Мермер се обично користи за скулптуру и као грађевински материјал.
Мермер је у грађевинарству цењен као украсни камен, а значајна је и његова примена у вајарству. Најпознатије и највеће налазиште квалитетног мермера је у Карари у Италији. Из њега су настала најпознатија вајарска дела ренесансе из руке Микеланђела.
Највеће налазиште мермера у Србији је на Венчацу код Аранђеловца. Такође постоји значајно налазиште у златиборском округу, у селима Скржути, Сирогојно и Каленић.

## Етимологија
Ријеч „мрамор” потиче од старогрчког μάρμαρον (mármaron), од μάρμαρος (mármaros), „кристална стена, сјајни камен”, можда од глагола μαρμαίρω (marmaírō), „бљесак, светлуцати, блистати”; Р. С. П. Бикес је сугерирао да је „прегрчко порекло вероватно”.
Ова основа је такођер предак енглеске речи „marmoreal”, што значи „мермеру сличан”.

## Физичко порекло
Мермер је стена настала метаморфизмом седиментних карбонатних стена, најчешће кречњака или доломита. Метаморфизам изазива променљиву рекристализацију оригиналних карбонатних минералних зрна. Настала мермерна стена се обично састоји од испреплетеног мозаика карбонатних кристала. Примарне седиментне текстуре и структуре оригиналног карбонатног камена (протолита) су обично модификоване или уништене.
Чисти бели мермер је резултат метаморфизма веома чистог (силикатно сиромашног) протолита кречњака или доломита. Карактеристични вртлози и жице многих варијанти обојеног мермера обично су последица разних минералних нечистоћа као што су глина, муљ, песак, оксиди гвожђа или рожнаци који су првобитно били присутни као зрна или слојеви у кречњаку. Зелена боја је често последица серпентина који је резултат првобитно магнезијумом богатог кречњака или доломита са примесама силицијум диоксида. Ове различите нечистоће су мобилисане и рекристализоване интензивним притиском и топлотом метаморфизма.

## Употребе

### Скулптура
Бели мермер је цењен због своје употребе у скулптурама још од класичних времена. Ова предност је повезана са његовом мекоћом, која је олакшала клесање, релативном изотропношћу и хомогеношћу, и релативном отпорношћу на ломљење.

### Грађевина
Грађевински мермер је камен који се састоји од калцита, доломита или серпентина који се може полирати. Уопштеније у грађевинарству, посебно у трговини белим каменом димензијама, термин мермер се користи за било коју кристалну калцитну стену (и неке некалцитне стене) корисне као грађевински камен. На пример, мермер из Тенесија је заиста густи грануларни фосилно сиви до ружичасти до кестењасти ордовицијумски кречњак, који геолози називају холстонска формација.
Ашхабад, главни град Туркменистана, уписан је у Гинисову књигу рекорда 2013. године као насеобина са највећом концентрацијом зграда од белог мермера на свету.

## Производња
Према Геолошком заводу Сједињених Држава, америчка домаћа производња мермера у 2006. износила је 46.400 тона у вредности од око 18,1 милиона долара, у поређењу са 72.300 тона у вредности од 18,9 милиона долара у 2005. Производња дробљеног мермера (за агрегатне и индустријске намене) у 2006. износила је до 11 милиона тона у вредности од 116 милиона долара, од чега је 6,5 милиона тона фино млевени калцијум карбонат, а остатак грађевински агрегат. Поређења ради, производња дробљеног мермера у 2005. износила је 7,76 милиона тона у вредности од 58,7 милиона долара, од чега је 4,8 милиона тона био фино млевени калцијум карбонат, а остатак грађевински агрегат. Потражња за мермером у САД је око 1,3 милиона тона. DSAN индекс светске потражње за (готовим) мермером показао је раст од 12% годишње за период 2000–2006, у поређењу са 10,5% годишње за период 2000–2005. Највећа димензија мермерне апликације је плочица.
Године 1998. у производњи мермера доминирале су 4 земље које су чиниле скоро половину светске производње мермера и украсног камена. Италија и Кина су биле светски лидери, са по 16% светске производње, док су Шпанија и Индија произвеле 9% и 8%.
У 2018. Турска је била светски лидер у извозу мермера, са 42% учешћа у глобалној трговини мермером, а следе Италија са 18% и Грчка са 10%. Највећи увозник мермера у 2018. години била је Кина са 64% тржишног удела, затим Индија са 11% и Италија са 5%.

### Заштите на раду
Прашина произведена сечењем мермера може да изазове болест плућа, али је потребно више истраживања да ли филтери за прашину и други безбедносни производи смањују овај ризик.
У Сједињеним Државама, Управа за безбедност и здравље на раду (OSHA) поставила је законску границу (граничну дозвољену изложеност) за изложеност мермеру на радном месту као 15 3  укупне изложености и 5 3 респираторне изложености током 8-часовног радног дана. Национални институт за безбедност и здравље на раду (NIOSH) је поставио препоручену границу излагања (REL) од 10 mg/m3 укупне изложености и 5 3 респираторне изложености током 8-часовног радног дана.

## Разградња киселинама
Киселине оштећују мермер, јер калцијум карбонат у мермеру реагује са њима, ослобађајући угљен-диоксид (технички речено, угљену киселину, али која се брзо разлаже на CO2 и ):
Дакле, сирће или други кисели раствори никада не би требало да се користе на мермеру. Исто тако, мермерне статуе на отвореном, надгробни споменици или друге мермерне структуре оштећују киселе кише.

## Кристализација
Кристализација се односи на понекад контроверзну методу давања трајнијег сјајног завршног слоја мермерном поду. То обухвата полирање површине киселим раствором и улошком од челичне вуне на машини за подове. Хемијска реакција у наставку показује типичан процес који се одвија коришћењем магнезијум флуоросиликата и хлороводоничне киселине (HCl).
Добијени калцијум хексафлуоросиликат је везан за површину мермера. Овај материјал је тврђи, сјајније и отпорнији на мрље у поређењу са оригиналном површином.
Друга често коришћена метода завршне обраде мермера је полирање оксалном киселином, органском киселином. Резултирајућа реакција је следећа.
У овом случају калцијум оксалат који настаје у реакцији се испере са суспензијом остављајући површину која није хемијски промењена.

## Микробна деградација
Халоалкалифилна метилотрофна бактерија Methylophaga murata је изолована из пропадајућег мермера у Кремљу. У четири узорка мермера из Миланске катедрале откривена је бактеријска и гљивична деградација; црни Cladosporium је напао осушену акрилну смолу користећи меланин.

## Галерија
- Ника са Самотраке направљена је од паријског мермера (око 220–190. п. н. е.)
- Лаокоон и његови синови У Ватикану
- Преторијански рељеф, направљен од сивог мермера са венама, око 51–52
- Древни мермерни стубови у молитвеној сали џамије Укба, у Керуану, Тунис
- Клеопатра Вилијама Ветмора Сторија је била описана и обожавана у романси Натанијела Хоторна, Мраморни фаун, и изложена је у Метрополитенском музеју уметности у Њујорку.
- Накросен (Водени љиљан), Стокхолм 1892, шведског вајара Пера Хаселберга (1850-1894). Овде копија из 1953. у мермеру Ђованија Ардинија (Италија) смештена у парку Ротнерос близу Суне у Вермланду/Шведска.
- Комплекс манастира Пажајслис има најмермерније украшену барокну цркву Великог Војводства Литваније